# Arctosa andina
Arctosa andina este o specie de păianjeni din genul Arctosa, familia Lycosidae. A fost descrisă pentru prima dată de Chamberlin, 1916.
Este endemică în Peru. Conform Catalogue of Life specia Arctosa andina nu are subspecii cunoscute.